# Farga de l'Aram
La Farga de l'Aram és una obra de Gualba (Vallès Oriental) inclosa a l'Inventari del Patrimoni Arquitectònic de Catalunya.

## Descripció
Edifici aïllat. Extensa nau amb quatre portes. A l'interior es troben uns fogons, una rampa per poder baixar els carretons i una xemeneia amb una boca a la part inferior i una petita obertura per respirar més amunt.
La coberta fa quatre voltes de maó, fent obertures de 3 x 3, única ventilació de la nau.
A l'exterior hi ha una altra xemeneia, sense el reforç de ferro de la interior però realitzada també amb maons mal cuits. S'observen restes de la roda de molí, portes de fusta corcada amb frontisses de ferro, i restes de construccions annexes cobertes a doble vessant.

## Història
La Riera, també anomenada riu de Gualba, era qui donava la força motriu a aquesta farga, sota el salt d'aigua del Gorg Negre.
Al 1886 ja funcionava fabricant làmines de coure, la manufactura de les quals sembla que durà fins a començament de segle. (S. Llobet, p. 310)